# Valdemar Bandolowski
Voldimars Bandolowski (Esbønderup, 17 februari 1946) is een Deens zeiler.
Bandolowski werd in 1976 en 1980 samen met Erik Hansen en Poul Richard Høj Jensen olympisch kampioen.
In 1984 werd Bandolowski wereldkampioen in de Soling en in 1987 in de Draak.

## Wereldkampioenschappen
| Jaar | Plaats    | Resultaten |
| ---- | --------- | ---------- |
| 1977 | Hankø     | Soling     |
| 1984 | Gardameer | Soling     |
| 1987 | Geelong   | draak      |

## Olympische Zomerspelen
| Jaar | Plaats   | Resultaten |
| ---- | -------- | ---------- |
| 1972 | Kiel     | 13e Soling |
| 1976 | Kingston | Soling     |
| 1980 | Talinn   | Soling     |

1972: William Allen / William Bentsen / Harry Melges ·
1976: Valdemar Bandolowski / Erik Hansen / Poul Richard Høj Jensen ·
1980: Valdemar Bandolowski / Erik Hansen / Poul Richard Høj Jensen ·
1984: Roderick Davis / Robert Haines / Edward Trevelyan ·
1988: Thomas Flach / Bernd Jäkel / Jochen Schümann ·
1992: Jesper Bank / Steen Secher / Jesper Seier ·
1996: Thomas Flach / Bernd Jäkel / Jochen Schümann ·
2000: Jesper Bank / Henrik Blakskjær / Thomas Jacobsen